# Asamangulia
Asamangulia es un género de escarabajos  de la familia Chrysomelidae. En 1915 Weise describió el género.
Contiene las siguientes especies:
- Asamangulia cuspidata (Maulik, 1915)
- Asamangulia horni Uhmann, 1927
- Asamangulia reticulata (Gressitt, 1938)
- Asamangulia tuberculosus (Motschulsky, 1861)
- Asamangulia wakkeri (Zehntner, 1896)
- Asamangulia yonakuni (Kimoto & Gressitt, 1966)